# Papua Nuova Guinea ai Giochi della XXX Olimpiade
La Papua Nuova Guinea ha partecipato ai Giochi della XXX Olimpiade di Londra, che si sono svolti dal 27 luglio al 12 agosto 2012.
Gli atleti della delegazione guineana sono 8.